# أليسيو بالومبو
أليسيو بالومبو (بالإيطالية: Alessio Palumbo)‏ مواليد 8 سبتمبر 1985، هو متسابق دراجات نارية إيطالي. نافس في سباقات بطولة العالم لفئة 250 سي سي ولفئة 50 سي سي. كما شارك في بطولة العالم للسوبرسبورت.

## روابط خارجية
- أليسيو بالومبو على موقع WorldSBK.com (الإنجليزية)